# Invergowrie House
Invergowrie House ist ein ehemaliges Herrenhaus in der schottischen Stadt Dundee in der gleichnamigen Council Area. 1965 wurde das Bauwerk in die schottischen Denkmallisten in der höchsten Denkmalkategorie A aufgenommen.

## Geschichte
Das Herrenhaus geht auf einen mittelalterlichen Bau vermutlich aus dem späten 14. Jahrhundert zurück. Von diesem sind Fragmente in das Mauerwerk des heutigen Invergowrie House integriert. Vermutlich handelte es sich um ein L-förmiges Gebäude, von dessen Zentrum ein halbrunder Turm aufragte. Die Keimzelle des heutigen Invergowrie House ließ Patrick Gray um das Jahr 1600 als Tower House errichten. Eine Datumsangabe weist das Jahr 1601 aus. Vermutlich noch zu Zeiten Grays wurde Invergowrie House ausgebaut. Im späten 18. Jahrhundert wurde an der Ostseite ein halbrunder Flügel ergänzt. Sein heutiges Aussehen erhielt das Herrenhaus durch eine Überarbeitung im Jahre 1837, für welche der schottische Architekt William Burn verantwortlich zeichnet. Heute ist das Gebäude in vier Wohneinheiten unterteilt.

## Beschreibung
Invergowrie House steht in einer Grünanlage westlich des Dundeer Stadtzentrums. Das Mauerwerk des zweistöckigen Gebäudes besteht aus Bruchstein. Der Großteil der Natursteindetails wurde im Zuge der Überarbeitung Burns’ ergänzt. Das Hauptgebäude weist einen U-förmigen Grundriss auf. Der halbrunde Anbau aus dem 18. Jahrhundert setzt an beiden Abschlüssen an, woraus ein vollständig umschlossener Innenhof resultiert. An der westexponierten Hauptfassade zieht sich ein auf Konsolen gelagerter Balkon entlang des Obergeschosses. Links kragt ein Turm mit Kegeldach aus. Fünf Lukarnen schließen die Fassade ab. Rechts kragt eine kleine Ecktourelle an der Kante aus. Auch an der im Wesentlichen durch Burns geprägten Südfassade kragen Türme aus. Die Giebel der abschließenden schiefergedeckten Satteldächer sind als Staffelgiebel ausgeführt.